# جیویوسا مارا
جیویوسا مارا (به ایتالیایی: Gioiosa Marea) یک کومونه در ایتالیا است که در استان مسینا واقع شده‌است.

## خصوصیات
جیویوسا مارا ۲۶٫۳ کیلومترمربع مساحت و ۷٬۲۳۷ نفر جمعیت دارد.